# پیله‌آی قاشقی
پیله‌آی قاشقی یا آلومینیومی قاشقی (نام علمی: Pilea peperomioides) مشهور به گیاه سکه‌چینی (Chinese money plant) و گیاه بشقاب‌پرنده‌ای (UFO plant)، گونه‌ای گیاه گلدار از سرده آلومینیومی است که بومی استان‌های یون‌نان و سیچوآن در جنوب چین است.